# الدوري الأدرياتيكي 2013–14
الدوري الأدرياتيكي 2013–14 (بالصربية: Јадранска лига у кошарци 2013/14.)‏ هو الموسم 13 من  الدوري الأدرياتيكي. أقيم خلال الفترة 4 أكتوبر 2013 وحتى 27 أبريل 2014، وأشرف على تنظيمه اتحاد الدوريات الأوروبية لكرة السلة ‏، وكان عدد الأندية المشاركة فيه  14، وفاز فيه نادي سيبونا لكرة السلة.